# Операція «Ельміра»
Опера́ція «Ельмі́ра» (англ. Mission Elmira) — одна зі складових Нормандської повітрянодесантної операції, яка була проведена американськими повітрянодесантними військами 6 червня 1944 на території Франції в ході висадки військ союзників в Нормандії.
Головним завданням операції ставилося проведення десантування посадочним способом планерів з підкріпленнями 82-ї повітрянодесантної дивізії на узбережжя Нормандії.

## Десантування82-ї дивізії— місія «Ельміра»
| Серія | Підрозділ                                                                  | Формування ВТА            | Кіл-сть літаків C-47 | Кіл-сть планерів | Аеродром зльоту           | Площадка приземлення | Час десантування |
| 30    | зенабатр «С» та штаб 80-го зенад; дивізійна артилерія; 82-га рота зв'язку  | 437-ма тактична група ВТА | 26                   | 8 CG-4 18 Horsa  | Рамсбері (база ВПС)       | W                    | 21:10            |
| 31    | розвідвзвод 82-ї пдд; штабні підрозділи; 307-ма медична рота               | 438-ма тактична група ВТА | 50                   | 14 CG-4 36 Horsa | Грінхем Коммон (база ВПС) | W                    | 21:20            |
| 32    | 319-й планерний адн; 307-ма медрота рота «А» 307-го іб дивізійна артилерія | 436-та тактична група ВТА | 50                   | 2 CG-4 48 Horsa  | Мембрі (база ВПС)         | O                    | 23:00            |
| 33    | 320-й планерний адн                                                        | 435-та тактична група ВТА | 50                   | 12 CG-4 38 Horsa | Уелфорд (база ВПС)        | О                    | 23:10            |